# Plauer See (Mecklenburg)
Der Plauer See in Mecklenburg-Vorpommern liegt größtenteils im Landkreis Ludwigslust-Parchim. Die beiden nördlichen Buchten bei Alt Schwerin gehören zum Landkreis Mecklenburgische Seenplatte.

## Lage
Er wird von der Elde von Ost bei Lenz nach West bei Plau durchflossen und ist insgesamt Bestandteil der Bundeswasserstraße Müritz-Elde-Wasserstraße mit der Wasserstraßenklasse I; zuständig ist das Wasserstraßen- und Schifffahrtsamt Elbe. Durch den Global Nature Fund wurde dem Gewässer der Titel Lebendiger See des Jahres 2011 verliehen.
Der Plauer See ist mit einer Fläche von 38,4 km² der drittgrößte See in Mecklenburg-Vorpommern und der siebtgrößte in Deutschland. Er hat eine Nord-Süd-Ausdehnung von rund 14 Kilometern, eine maximale Breite von 5 Kilometern und eine durchschnittliche Tiefe von 6,8 Metern. Er besitzt über die Elde stromaufwärts Verbindungen zum Fleesensee, zum Kölpinsee und zur Müritz im Osten und stromabwärts zur Elbe im Westen. Am Westufer des Plauer Sees liegt die namensgebende Stadt Plau am See, die auch das Zentrum des Fremdenverkehrs in dieser Region ist. Rund um den Plauer See gibt es viele touristische Einrichtungen, wie die am Ost- und Nordufer, in der Nähe der Stadt Plau und auf der Insel Plauer Werder im Norden gelegenen Campingplätze. Der See wird von einem (großenteils noch unbefestigten) Radrundweg umgeben.
Der Plauer See wurde im 12. Jahrhundert Cuzhin oder Kuzin genannt, wie die gleichnamige Siedlung und Burg Kutin oder Kutsin – dem heutigen Quetzin – am Westufer des Sees. Erst später bekam der See den Namen der am Ufer liegenden Stadt Plau.
Der nordwestliche Teil des Sees liegt im Naturschutzgebiet Nordufer Plauer See.